# Meri Anderson
Meri Anderson (engl. Mary Anderson; 1866 – 1953) je bila inovatorka brisača za vetrobranska stakla na automobilu.
Pre nego što je proizveden prvi automobili u Sjedinjenim Američkim Državama, Meri Anderson, 1903. godine, patentirala je mehaničke brisače za vetrobranska stakla. Kao svestrana, pragmatična i vrlo sposobna, Meri Anderson, uspešno se bavila građevinom, uzgojem stoke i vinove loze.
Mehanizam, koji se sastojao od ručice, poluge i obložene gume, od 1916. godine, bio je standardan deo opreme u Sjedinjim državama, a po isteku prava, 1920. godine, njen pronalazak doživeo je primenu u automobilskoj industriji u čitavom svetu. 
Od svog patenta, tokom svog života, Meri Anderson nije imala mnogo. Pokušaji da unovči pravo za proizvodnju brisača, uglavnom su bili bezuspešni. Jedini prihod koji je ostvarivala od svog patenta, bila je jednokratna provizija za ustupanja prava proizvodnje na određeni period, ali uslovi su bili veoma nepovoljni po nju.
U početku pronalazak Meri Anderson, nailazio je na oštre kritike, čak i podsmeh. Mnogi su smatrali da brisači za vetrobranska stakla, odvlače pažnju vozaču tokom vožnje. Uobičajeni način čišćenja vetrobranskog stakla tokom putovanja, početkom 20. Veka, podrazumevao je zaustavljanje vozila i ručno brisanje.
Evropska asocijacija proizvođača automobila, objavila je podatak da je u 2008. godini proizvedeno oko 50 miliona automobila u svetu. Svi oni u sebi imaju ugrađen pronalazak Meri Anderson.

## Napomene
- Tekst delom sadrži prevod članka sa Vikipedije na engleskom jeziku (http://en.wikipedia.org/wiki/Mary_Anderson_(inventor) ) pod uslovima Licence za slobodnu dokumentaciju GNU-a i licence CC-BY-SA 3.0 Unported.